# Zabuton
Zabuton (jap. 座布団 za-buton) – japońska poduszka do siedzenia, umieszczana najczęściej bezpośrednio na tatami lub podłodze. 

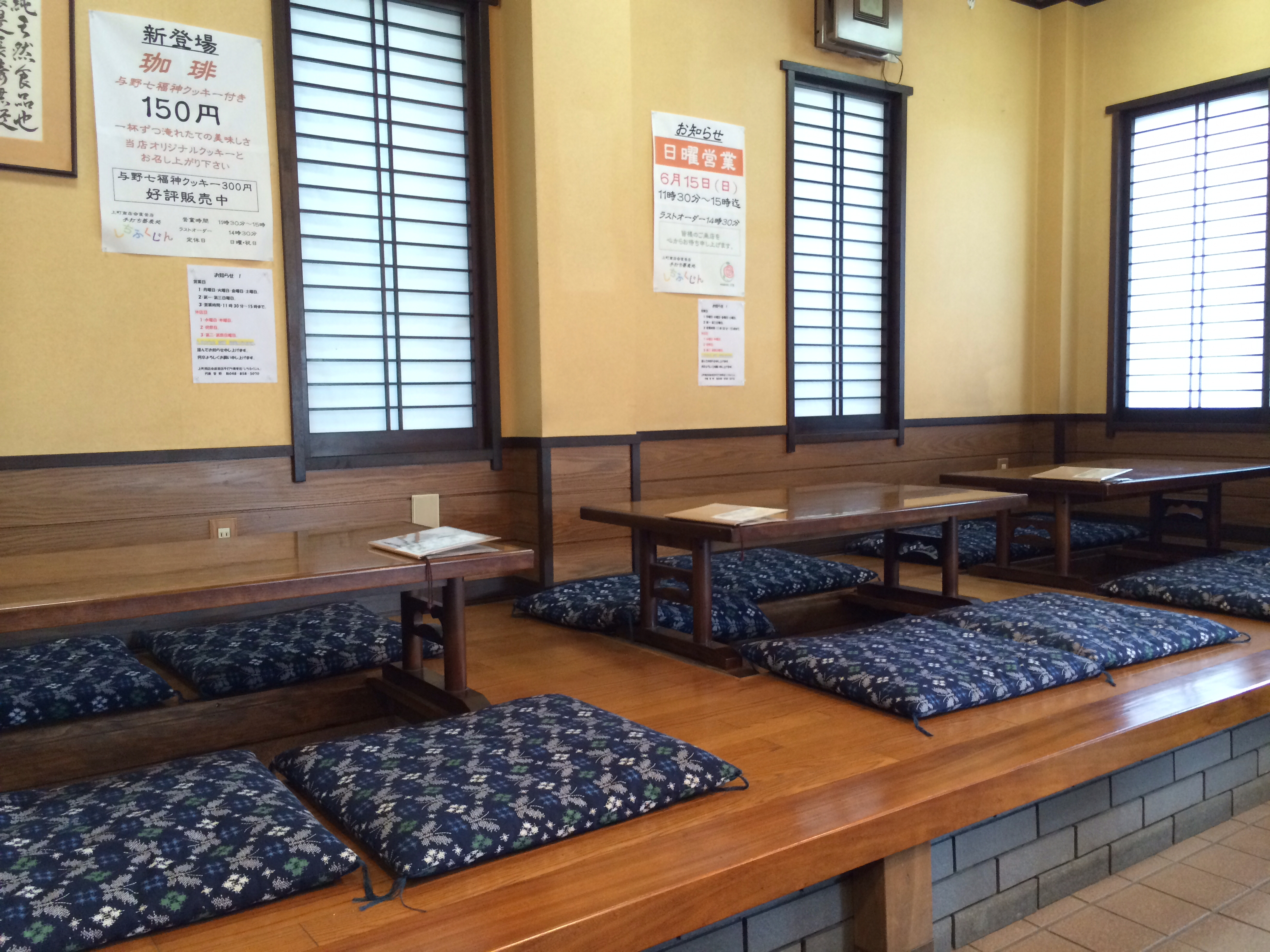
Pomieszczenie restauracji z zabutonami

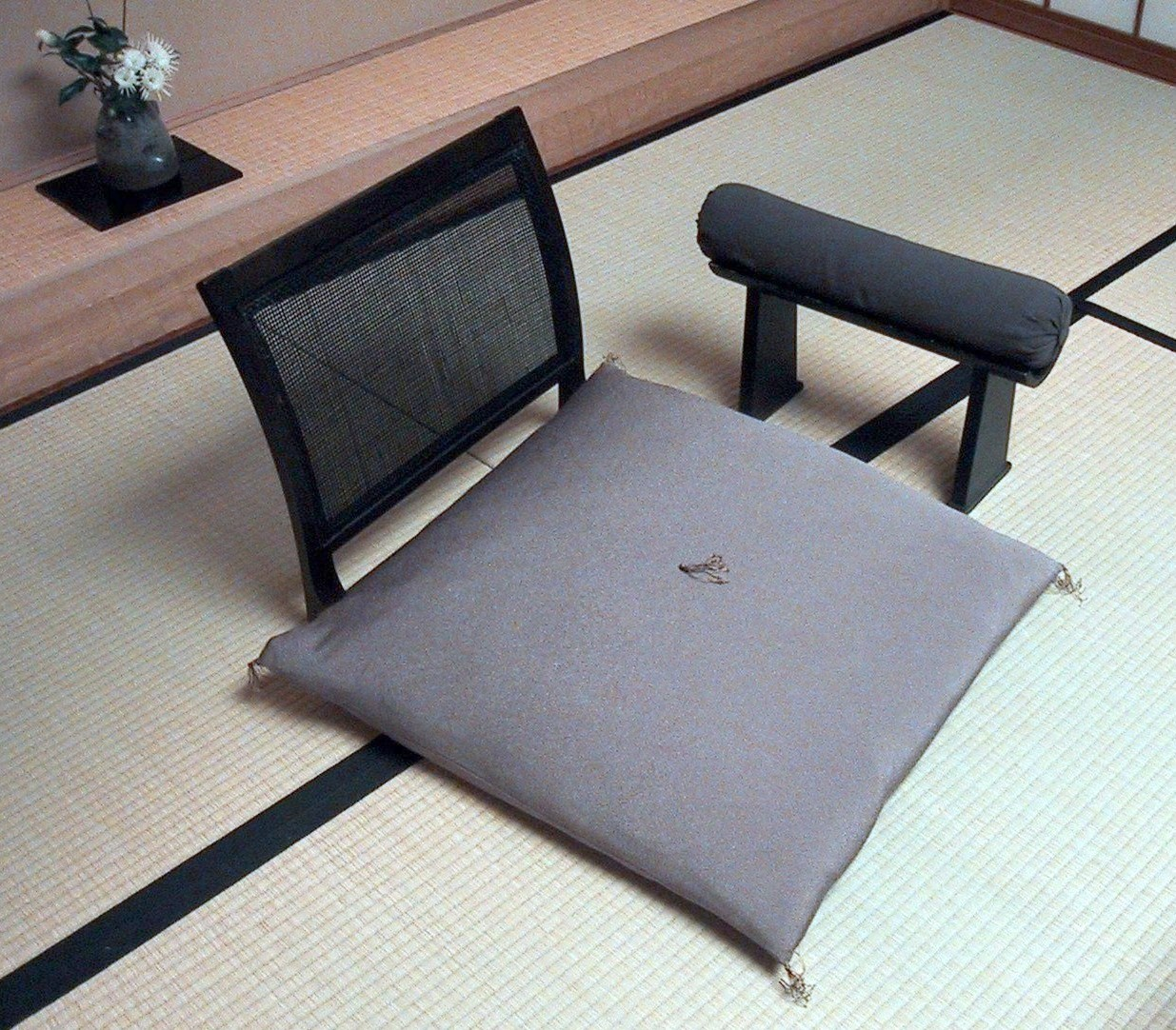
Krzesło (zaisu) z poduszką (zabuton) i podłokietnikiem (kyōsoku)

Może występować w połączeniu z za-isu (jap. 座椅子), czyli rodzajem japońskiego krzesła bez nóg i kyōsoku (jap. 脇息), podłokietnikiem w stylu japońskim. Według formalnej etykiety, żeby usiąść na zabutonie, należy kucnąć po jego lewej stronie, położyć dłonie na podłodze i dopiero wtedy przesunąć się w kierunku poduszki. Potem opaść na kolana, a następnie usiąść na piętach, ze stopami płasko pod sobą. Ta pozycja klęcząca jest znana jako seiza (jap. 正座). Stawanie na zabutonie jest niedopuszczalne, ponieważ traktuje się go jako mebel.